# Deutsche Botschaft Brasília
Die Deutsche Botschaft Brasília ist die diplomatische Vertretung der Bundesrepublik Deutschland in der Föderativen Republik Brasilien.

## Lage und Gebäude
Wie die meisten ausländischen Vertretungen hat auch die deutsche Botschaft ihren Sitz in der Avenida das Nações der Hauptstadt Brasília, im Quadranten 807, Abschnitt 25 (port.: Qd. 807, lote 25).
Die Botschaft Brasília wurde von Hans Scharoun im Auftrag der damaligen Bundesbaudirektion zwischen 1964 und 1967 geplant und im Jahr 1971 fertiggestellt. Es handelt sich um eine bundeseigene Liegenschaft. In den Jahren 1999/2000 wurde deutlich, dass eine Generalsanierung der Gesamtanlage dringend notwendig war. Diese Sanierung erfolgte von Januar 2005 bis April 2007 für knapp 12 Millionen Euro.
Die Liegenschaft umfasst:
- das Kanzleigebäude mit Kinosaal, Pförtnerhaus und Sicherheitsschleuse,
- die Residenz des Botschafters mit amtlichen Repräsentationsteil und einer Dienstwohnung,
- vier Wohnhäuser für Funktionspersonal,
- ein Dienstwohnungsgebäude mit acht Wohneinheiten und
- einen überdachten Parkplatz.

Das architektonische Konzept folgte nicht dem Prinzip, die Kanzlei und die Residenz räumlich deutlich zu trennen. In Brasilia bilden beide Teile ein einheitliches Ensemble. Von einem überbauten Vorfahrtraum gehen zwei getrennte Eingänge zur Residenz und zum Bürogebäude.  Das Residenzgebäude ist zweigeschossig, während die Kanzlei auf bis zu vier Geschosse ansteigt.
Als Kunst am Bau wurden folgende Objekte eingebracht:
- Günter Ferdinand Ris: Wasser‐Licht‐Stelen
- Fritz Koenig: »Große Bilderschriftkugel Brasilia«
- Hans Theo Baumann: Wandteppich
- Lothar Quinte: Wandteppich
- Herbert Oehm: Wandteppich
- Emil Schumacher: »Spirituelle Zeichen«, Grafiken
- Adolf Luther: »Prismenfries«, Hohlspiegelobjekte

## Auftrag und Organisation
Die Botschaft Brasília hat den Auftrag, die deutsch-brasilianischen Beziehungen zu pflegen, die deutschen Interessen gegenüber der Regierung von Brasilien zu vertreten und die Bundesregierung über Entwicklungen in Brasilien zu unterrichten. Der Bedeutung des Gastlands entsprechend ist die Leiterstelle nach Besoldungsgruppe B 9 der Bundesbesoldungsordnung bewertet.
Die Botschaft gliedert sich in Arbeitseinheiten für Politik, Wirtschaft, Landwirtschaft, Entwicklungszusammenarbeit. Soziales, Wissenschaft und Kultur. Neben einem Referat für Presse- und Öffentlichkeitsarbeit besteht ein sogenanntes Deutschlandzentrum, das Informationen anbietet. Es besteht ferner ein Militärattachéstab.
Das Referat für Rechts- und Konsularangelegenheiten der Botschaft bietet deutschen Staatsangehörigen alle konsularischen Dienstleistungen und Hilfe in Notfällen an. Der konsularische Amtsbezirk der Botschaft umfasst Brasilien, soweit nicht die Generalkonsulate zuständig sind. 
Es bestehen Generalkonsulate (Amtsbezirke in Klammern) in
- Porto Alegre (Bundesstaaten Rio Grande do Sul und Santa Catarina)
- Recife (Bundesstaaten Alagoas, Bahia, Ceará, Maranhão, Paraíba, Pernambuco, Piauí, Rio Grande de Norte, Sergipe)
- Rio de Janeiro (Bundesstaaten Espírito Santo, Minas Gerais und Rio de Janeiro)
- São Paulo (Bundesstaaten Mato Grosso do Sul, Paraná und São Paulo)

Honorarkonsuln der Bundesrepublik Deutschland sind in Anápolis, Belém, Belo Horizonte, Blumenau, Campo Grande, Curitiba, Domingos Martins, Fortaleza, Joinville, Londrina, Manaus, Natal, Ribeirao Preto und Salvador bestellt und ansässig.

## Geschichte
Nachdem bereits seit 1867 erste deutsche diplomatische Niederlassungen in Brasilien bestanden, wurde 1937 die Vertretung in Rio de Janeiro zur ersten deutschen Botschaft.
Die Bundesrepublik Deutschland eröffnete am 10. Juli 1951 ihre Botschaft in Rio de Janeiro. Die zog in die neue Hauptstadt Brasilia um, wo sie am 16. April 1971 ihre Arbeit aufnahm.
Die DDR unterhielt seit 1959 eine Handelsvertretung in Brasilien. Nach Aufnahme diplomatischer Beziehungen am 22. Oktober 1973 wurde eine Botschaft eröffnet, die mit dem Beitritt der DDR zur Bundesrepublik Deutschland im Jahr 1990 geschlossen wurde.